# Expedició al Lur-i Kučik (1386)
L'expedició al Lur-i Kučik o Petit Lur el 1386 va ser una campanya militar liderada per Tamerlà, que es va justificar amb motius religiosos. L'objectiu de la campanya era ocupar temporalment el territori i sotmetre'l al gran emir de Samarcanda.
Tamerlà, que es trobava a Samarcanda, va decidir anar a l'Azerbaidjan després que Toktamix hagués dut a terme una incursió allí l'any anterior (1385). Tamerlà va donar ordres als tovachis perquè preparessin l'exèrcit i va designar un govern de Transoxiana en la seva absència format per Sulayman Xah i l'amir Abas Bahadur, amb dos lloctinents. Un cop hagué creuat el riu Jihun (probablement al principi del 1386), Tamerlà es va dirigir cap a l'oest i va arribar a Firuzkuh, on el príncep Kayaf al-Din es va posar a les seves ordres. Allí, Tamerlà va tenir notícies de les activitats del Malik Izz al-Din de Luristan, que havia saquejat una caravana de pelegrins que anaven a la Meca. Tamerlà va escollir un cos seleccionat de tropes (2 de cada 12) i es va dirigir cap al Petit Lur. Va saquejar Burujird i la zona dels voltants, i després es va apoderar de la fortalesa de Khurramabad, que es considerava impregnable i on s'havien refugiat les tropes lurs. La fortalesa va ser arrasada i els presoners llençats des del cim de la muntanya. Tamerlà es va trobar amb la resta de l'exèrcit a la plana de Nihawand. Aquesta expedició va proporcionar un motiu religiós a les activitats conqueridores de Tamerlà.